# جيسي هيرنانديز
جيسي هيرنانديز (بالإنجليزية: Jesse Hernandez)‏ هو مصارع محترف أمريكي، ولد في 25 أغسطس 1950.

## روابط خارجية
- جيسي هيرنانديز على موقع CageMatch worker (الإنجليزية)
- جيسي هيرنانديز على موقع عالم المصارعة على الإنترنت (الإنجليزية)
- جيسي هيرنانديز على موقع عالم المصارعة على الإنترنت (الإنجليزية)